# 탄자니아 의회
탄자니아 의회(스와힐리어: Bunge la Tanzania; 영어: Parliament of Tanzania)는 탄자니아의 국가 입법부이다.
국회와 연합 공화국의 탄자니아 대통령이 구성한다. 현재 국회의장은 393명의 단원으로 구성된 의회를 주재하는 툴리아 악슨이다.

## 역사
탄자니아의 국민의회는 1926년 탄자니아 본토의 입법 위원회로 설립되었다. 이 평의회는 영국 의회에 의해 탕가니카 입법 평의회 명령 및 평의회라고 불리는 법에 의해 설립되었다. 이 법은 1926년 6월 18일 탕가니카에서 발표되었다. 1926년 12월 7일 탕가니카 주지사 도널드 찰스 캐머런 경의 의장 아래 20명의 위원으로 구성되었다.
초대 의장은 1953년 주지사를 대신하여 의회 의장으로 임명되었다. 의장직은 1953년 11월 1일에 처음 사용되었다.
1958년에 의회는 처음으로 몇 명의 대표를 선출했다. 이것은 식민지에서 허용된 첫 번째 선거였다. 탕가니카 아프리카 연합(TANU), 탕가니카 연합(UTP), 아프리카 민족회의(ANC) 등 3개 정당이 선거에 참여했으며, 일부 선거구에서 TANU만 승리하여 평의회에서 처음으로 의원을 선출한 정당이 되었다.
1960년 제 2차 의회 선거가 열렸다. 이 선거는 탕가니카를 독립 국가로 만들기 위한 준비의 일부였다. 총독이 임명한 모든 위원들은 폐지되었고 탕가니카 사람들은 의회의 모든 위원들을 선출할 수 있었다.
같은 해에 의회의 명칭이 입법부로 변경되었다. 탕가니카의 대통령이 영국의 여왕 대신 통과된 모든 법에 동의할 수 있도록 하기 위해 올해 이루어진 변화는 헌법적으로 필요했다.

## 위임장
의회, 국회 및 연합 공화국의 대통령은 탄자니아 연합 공화국 헌법 제 3장으로부터 권한과 기능을 얻었다. 헌법에는 의회의 설립, 구성 및 기능을 승인하는 조항이 포함되어 있다.

## 기능들
의회는 잔지바르 정부의 범위에 속하지 않는 연합 및 비연합 문제를 모두 처리할 권한이 있다. 그것은 법안을 논의하고 법을 통과시키는 책임이 있다. 그것은 또한 정부의 행정부의 행동을 면밀히 조사한다.

## 같이 보기
- 탄자니아의 정치